# Saber Bouatay
Saber Bouatay, né le 21 janvier 1970 à Tunis (Tunisie), est un homme politique tunisien.

## Biographie

### Études
Bouatay obtient son baccalauréat en 1990, puis une maîtrise en droit en 1996 et enfin son diplôme de fin d'études de l'Institut supérieur de la magistrature en 2000.

### Carrière professionnelle
Il devient en 2000 membre de la chambre criminelle, jusqu'en 2002, date à laquelle il est nommé président de la chambre des chèques sans provision. Dès 2005, il préside le tribunal cantonal d'El Ouardia, jusqu'en 2012. En 2013, il devient président de la chambre correctionnelle de Ben Arous.
En parallèle, il poursuit également des activités dans le domaine du sport. De 2000 à 2003, il est vice-président de l'Association tunisienne de kick-boxing et sports connexes. En 2003, il fonde la Fédération tunisienne de kick-boxing, dont il devient vice-président jusqu'en 2006. De 2004 à 2007, il est par ailleurs président du comité juridique de l'Union arabe de thai boxing. De 2008 à 2011, il est vice-président de la Fédération tunisienne de boxe. En 2012, il préside la commission nationale d'appel auprès de la Fédération tunisienne de football ; en 2013, il est membre-fondateur de l'Académie du sport. Il est également membre de plusieurs commissions pour la modification de la législation du sport.

### Ministre
Le 29 janvier 2014, il est nommé ministre de la Jeunesse, des Sports, de la Femme, de l'Enfance et des Personnes âgées dans le gouvernement Jomaa. Il est assisté d'une secrétaire d'État, Neila Chaabane. 

## Vie privée
Il est marié et père de deux enfants.